# Hôtel de ville de Berne

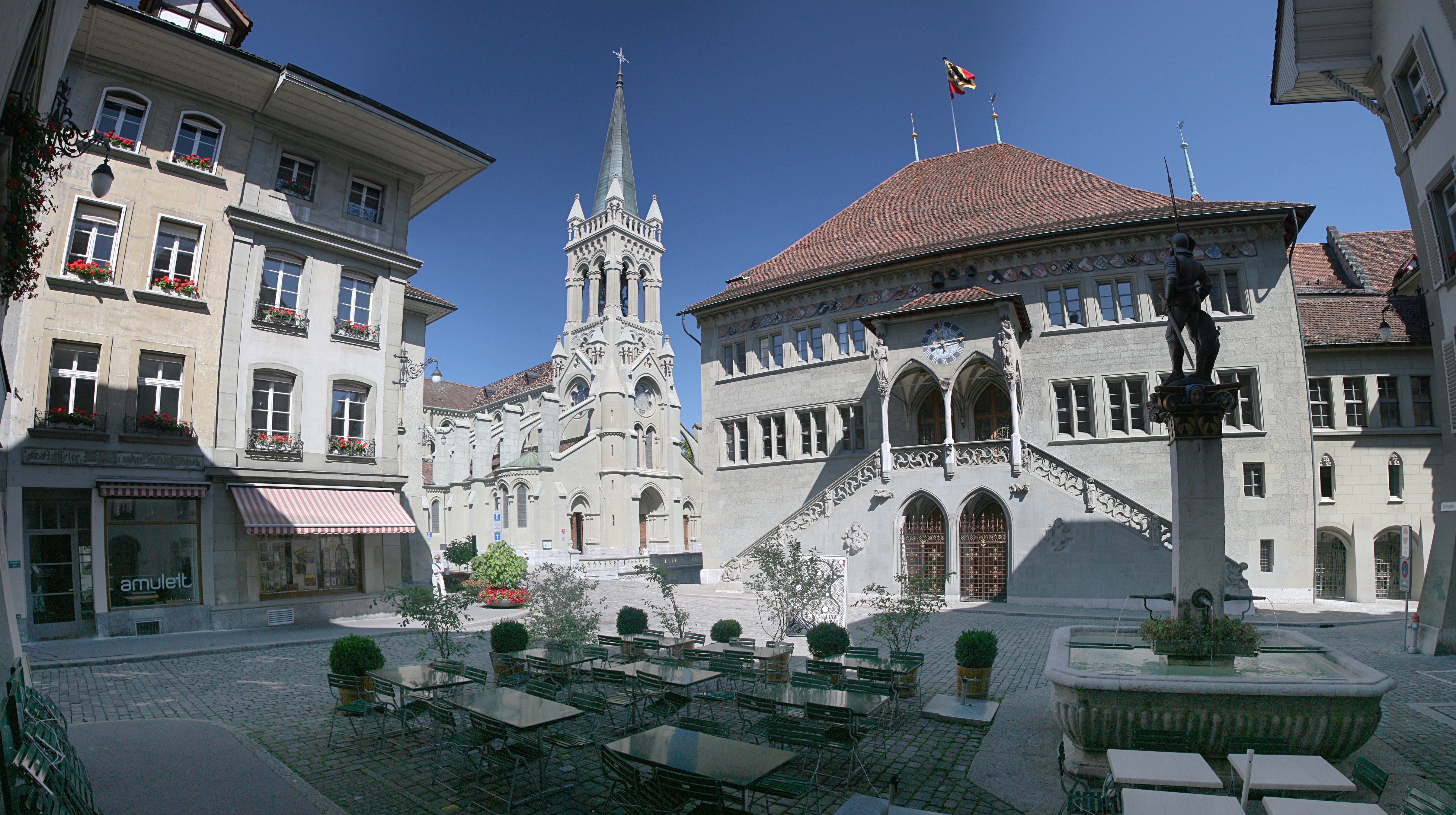
L'hôtel de ville de Berne (construit entre 1406 et 1415)

L'hôtel de ville de Berne sur la Rathausplatz est l'hôtel de ville historique de Berne et à ce jour le centre politique de la ville et du canton de Berne.

## Usage

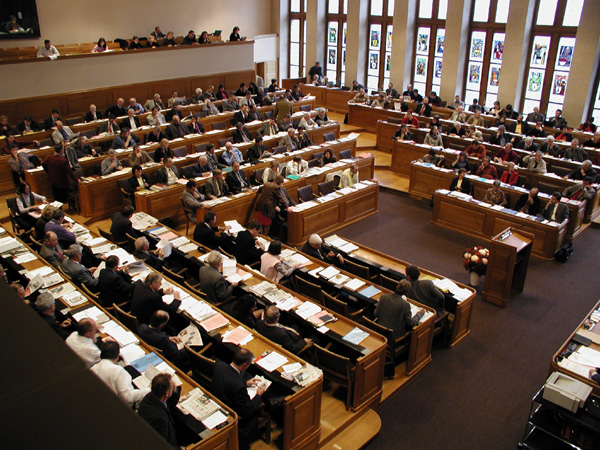
Session du Grand Conseil (2006).

Le Grand Conseil du Canton de Berne se réunit ici pour quatre sessions annuelles. Lorsque le parlement siège, le drapeau bernois est hissé sur le toit de l'hôtel de ville.
Le siège du gouvernement cantonal est également situé dans la mairie. Les membres du conseil de gouvernement se réunissent mercredi dans la salle du gouvernement pour leurs réunions ordinaires.
Chaque jeudi, la législature de la ville de Berne, le Conseil municipal de Berne, se réunit dans la salle du Grand Conseil. De plus, le Synode, le parlement de l'Église évangélique réformée du canton de Berne, se réunit ici régulièrement.

## Histoire de la construction

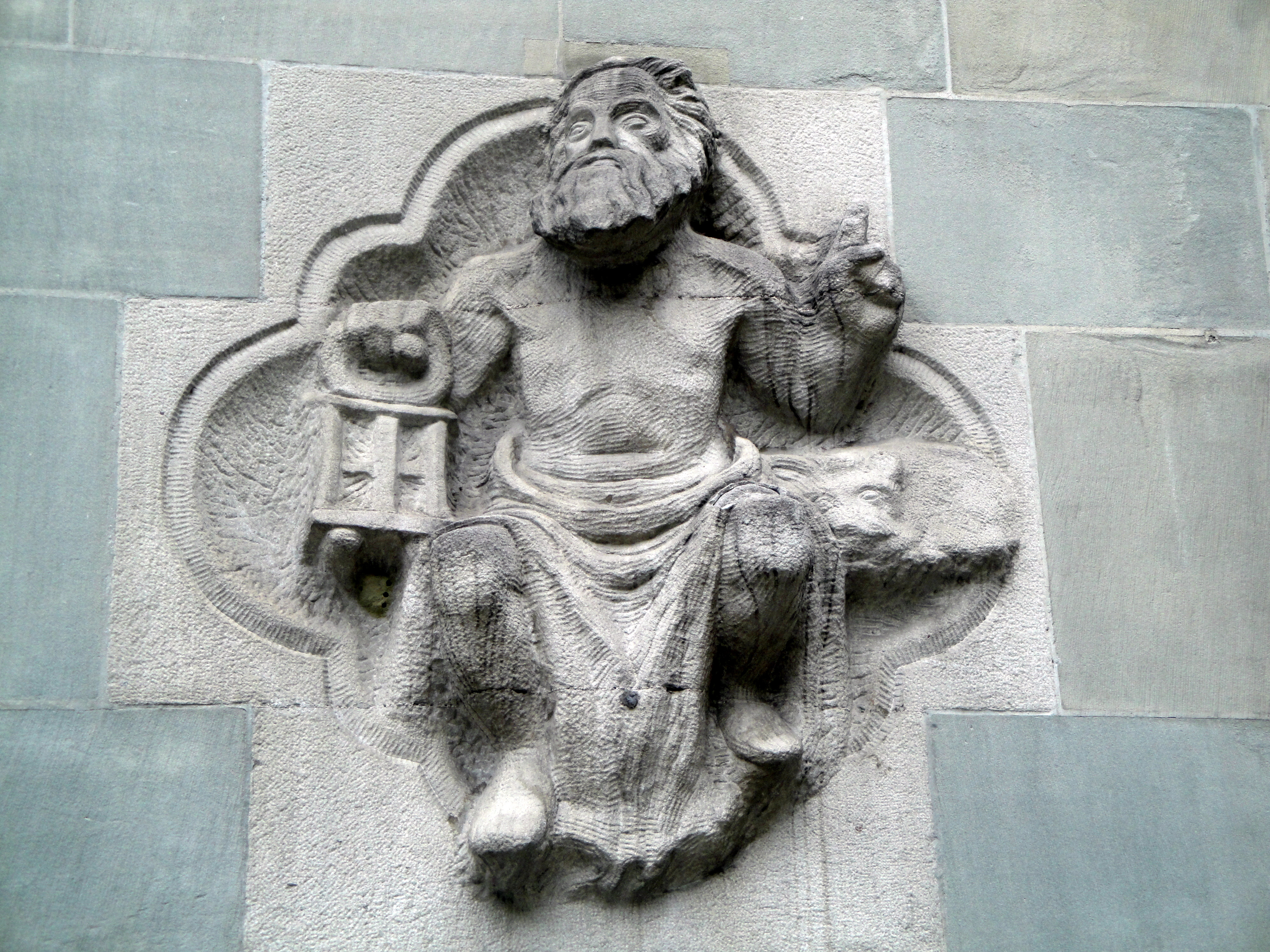
Façade sud, Diogène, par Gustave Piguet (1942).

Le bâtiment a été construit entre 1406 et 1415 dans le style gothique tardif sous Heinrich von Gengenbach et Hans Hetzel, un menuisier de Rottweil, et a été mis en service dès 1414. À l'époque helvétique, la mairie s'appelait la « salle paroissiale ». De 1865 à 1868, il y a eu une rénovation néo-gothique sous Friedrich Salvisberg.
Avec la rénovation selon les plans de Martin Risch, l'hôtel de ville a pris sa forme actuelle entre 1940 et 1942 sous la direction de Robert Grimm. La salle du rez-de-chaussée a été restaurée, mais la salle restante du petit conseil a été détruite. Les idées socialistes de Grimm, associées à la défense nationale spirituelle, sont clairement visibles dans le bâtiment, en particulier dans les sculptures nouvellement créées par divers artistes pour la mairie.
En 1993, la mairie échappe à une explosion du séparatiste jurassien Christophe Bader.